# Leizhou-Halbinsel
Die Leizhou-Halbinsel (chinesisch 雷州半島 / 雷州半岛, Pinyin Léizhōu Bàndǎo) ist eine Halbinsel im südwestlichsten Teil der chinesischen Provinz Guangdong im Süden Chinas. Es ist eine der drei großen chinesischen Halbinseln. Ihre Ausdehnung in Nord-Süd-Richtung beträgt ca. 140 km, in Ostwest-Richtung ca. 70 km. Im Osten von ihr liegt das Südchinesische Meer, im Westen der Golf von Tonking und im Süden die 30 km breite Hainanstraße (Qiongzhou Haixia), die sie von der Inselprovinz Hainan trennt. Die größte Stadt ist Zhanjiang. Es gibt die Bahnstrecken Litang-Zhanjiang (Li-Zhan-Bahn 黎湛铁路) und Zhanjiang-Hai’an-Hafen (Yue-Hai-Bahn).
Auf der Halbinsel befinden sich 76 Vulkane, die größtenteils erloschen sind.